# Kantonnale Bank van Thurgau

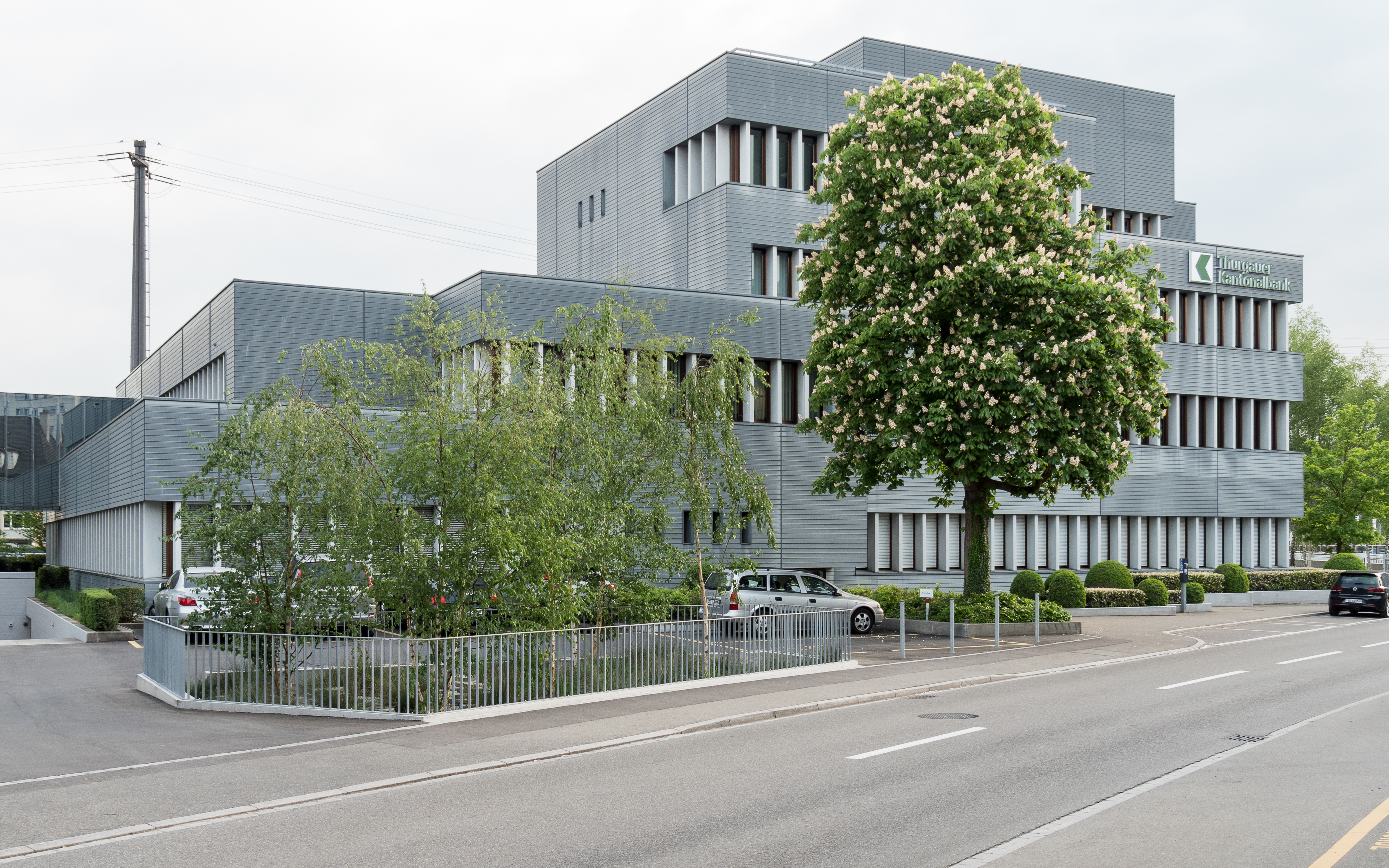
Hoofdzetel van de Kantonnale Bank van Thurgau in Weinfelden.

De Kantonnale Bank van Thurgau (Duits: Thurgauer Kantonalbank) is een Zwitserse kantonnale bank en heeft zijn hoofdzetel in Weinfelden in het kanton Thurgau.
De bank werd opgericht op 1 mei 1871 als de Thurgauische Kantonalbank, nadat in 1869 de bevolking van Thurgau een nieuwe kantonnale grondwet had aangenomen die voorzag in de oprichting van een kantonnale bank en in april 1870 een eerste kantonnalebankwet was aangenomen. In 1989 veranderde de naam Thurgauische Kantonalbank in Thurgauer Kantonalbank.
Per 31 december 2019 had de bank een balanstotaal van 25 miljard Zwitserse frank en telde de bank ongeveer 700 personeelsleden. De deposito's bij de Kantonnale Bank van Thurgau vallen volledig onder een staatswaarborg die wordt gewaarborgd door het kanton Thurgau.
- Gemeinsame Normdatei: 5171417-6
- Virtual International Authority File: 158900716

Aargau · Appenzell Innerrhoden · Basel-Landschaft · Basel-Stadt · Bern · Fribourg · Genève · Glarus · Graubünden · Jura · Luzern · Neuchâtel · Nidwalden · Obwalden · Sankt Gallen · Schaffhausen · Schwyz · Thurgau · Ticino · Uri · Vaud · Wallis · Zug · Zürich